# Wassermühle Hanerau

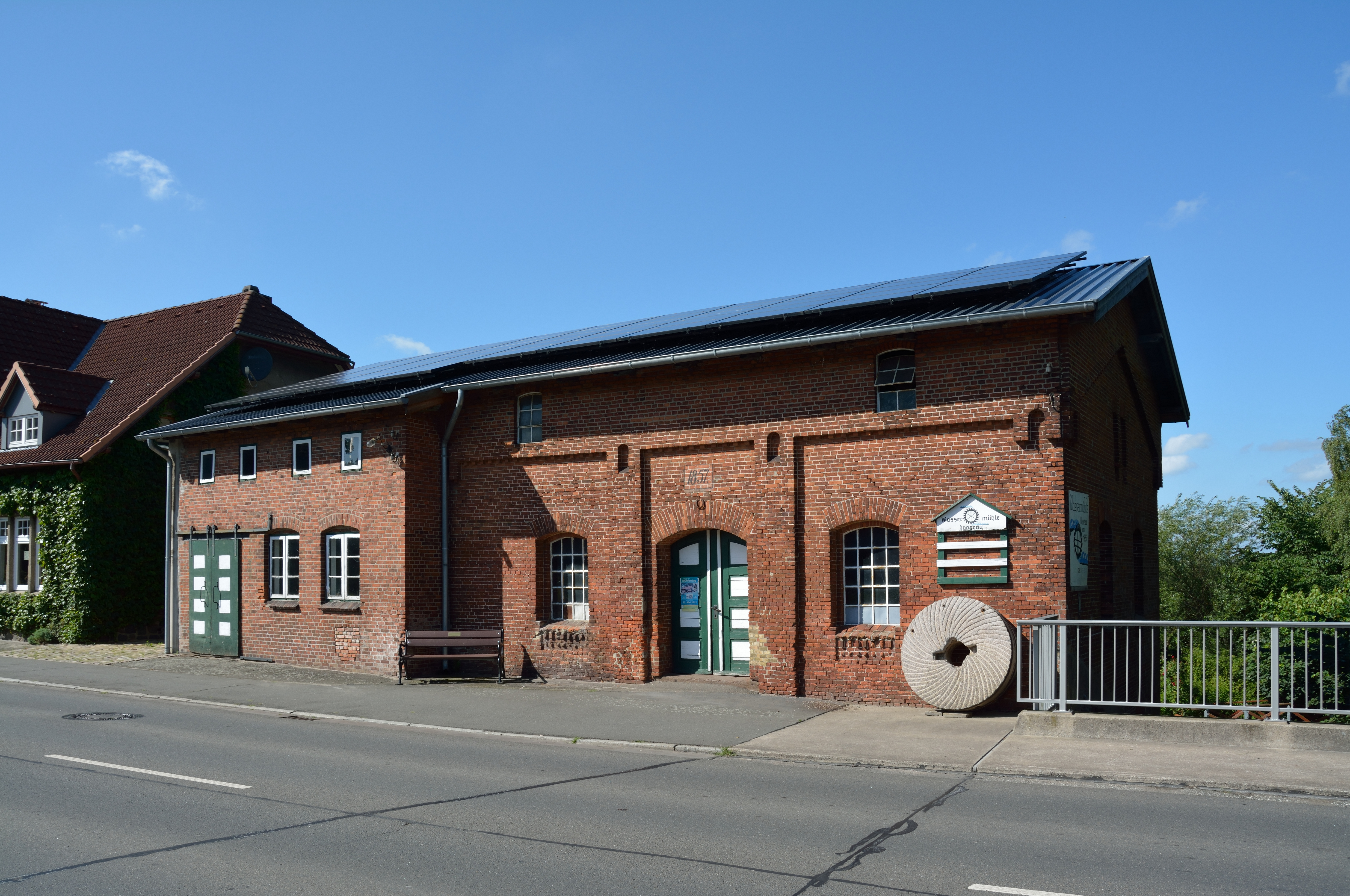
Wassermühle Hanerau

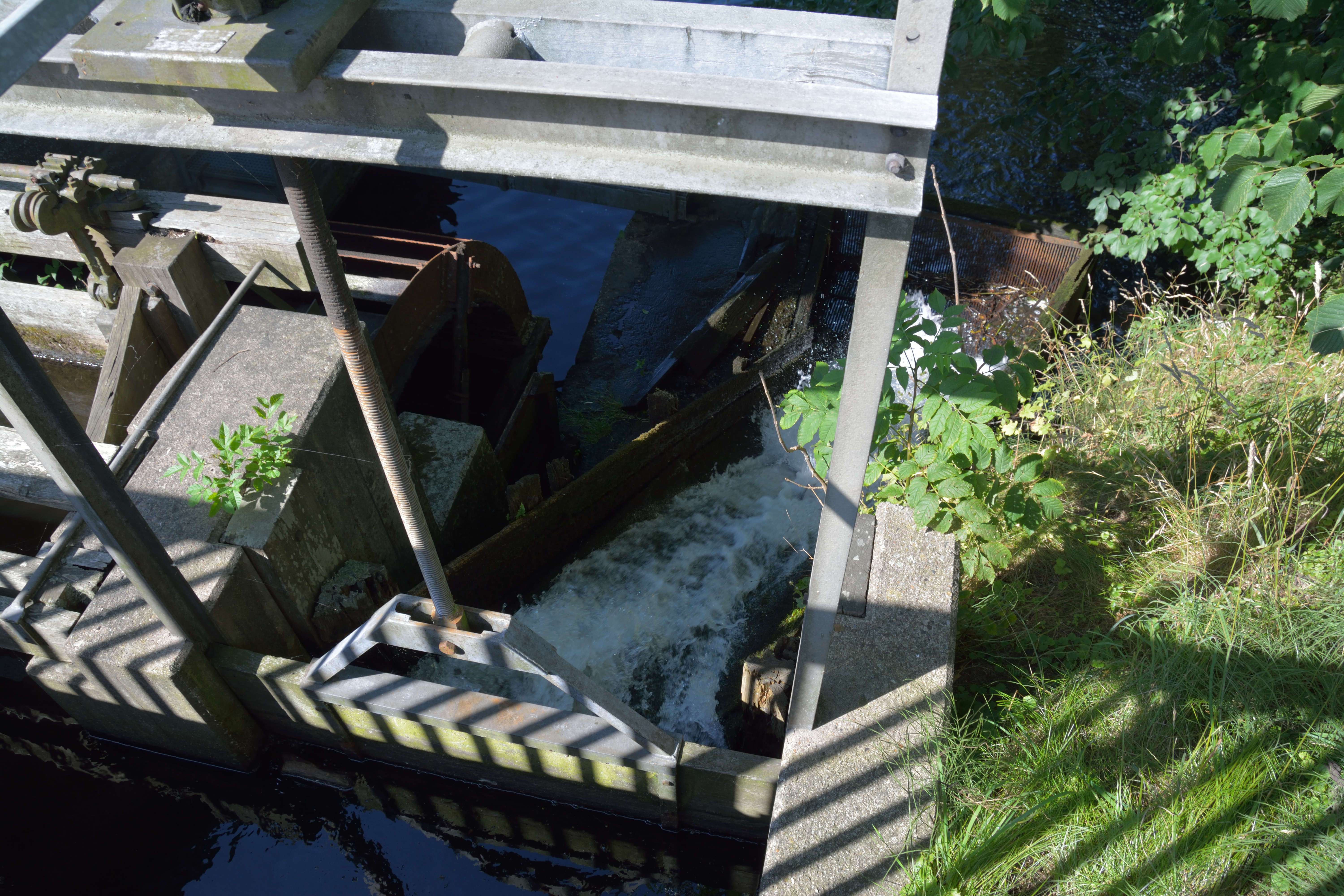
Das alte Wasserrad

Die Wassermühle Hanerau (in alten Aufzeichnungen Hanrower Muhle furm Hofe) ist eine historische, voll funktionsfähige Kornwassermühle in Hanerau-Hademarschen im Kreis Rendsburg-Eckernförde. Die Mühle liegt an der Hanerau im gleichnamigen Ortsteil. Sie gehört zu den Kulturdenkmalen der Gemeinde und wird von einem Mühlenverein erhalten. 

## Geschichte
Die Wassermühle Hanerau gehörte ursprünglich neben den nicht mehr bestehenden Wassermühlen Hohenhörn (Lage im damaligen Gemeindegebiet Oersdorf) und Lindhorster Teich (Lage im damaligen Gemeindegebiet Bendorf) zu den drei Zwangsmühlen des Gutes Hanerau. Ihr verpflichtet waren die Dörfer Hanerau, Hademarschen mit Holstentor, Oldenbüttel, Bokhorst, Bokelhoop, Pemeln, Liesbüttel, Steenfeld mit Schnittlohe und Fischerhütte, Beldorf sowie Thaden. Zunächst stand die Mühle etwa 600 m flussaufwärts – laut Aufzeichnungen bereits im Jahr 1490 –  vom heutigen Standort in der Mannhardtstraße 76, der erstmals 1614 im Landregister Erwähnung findet, entfernt.
Im Jahr 1790 wurde das bis dahin unterschlächtige Wasserrad durch ein oberschlächtiges ersetzt. Es hat einen Durchmesser von drei Metern. Im Jahr 1857 wurde die Mühle um einen Meter aufgestockt und es wurden Sackaufzüge, ein Getreidemischer, eine Haferquetsche und ein Fahrstuhl eingebaut. Die Aufstockung spiegelt sich im heutigen Erscheinungsbild des Bauwerks wider und erklärt die noch erhaltene Jahresangabe 1857 am Gebäude. Weitere Baumaßnahmen waren 1914 die Errichtung eines Zwischenbaus zum Wohngebäude und eines Maschinenhauses. Durch die Anschaffung eines Dieselmotors konnte nun auch unabhängig vom Wasseraufkommen gemahlen werden. 
Noch bis ins 20. Jahrhundert war die Wassermühle eine gutsherrschaftliche Pachtstelle. Heinrich Friedrich Rau pachtete sie 1857. Wegen Aufhebung des Mühlenzwangs baute er sich 1869 eine eigene Getreidewindmühle in der Hademarscher Ortsmitte. Sein Nachfolger an der Wassermühle wurde Wilhelm Paap. Im Jahr 1909 erwarb Claus Pahl, ein Vorfahre des heutigen Eigentümers, die Mühle für 35.000 Goldmark. Seither ist sie im Besitz der Familie Pahl, in der die Mühle und das Müllerhandwerk seit mehreren Generationen vom Vater an den Sohn weitergegeben werden. 
Der gewerbliche Mühlenbetrieb wurde 1965 eingestellt.

## Mühlenteich

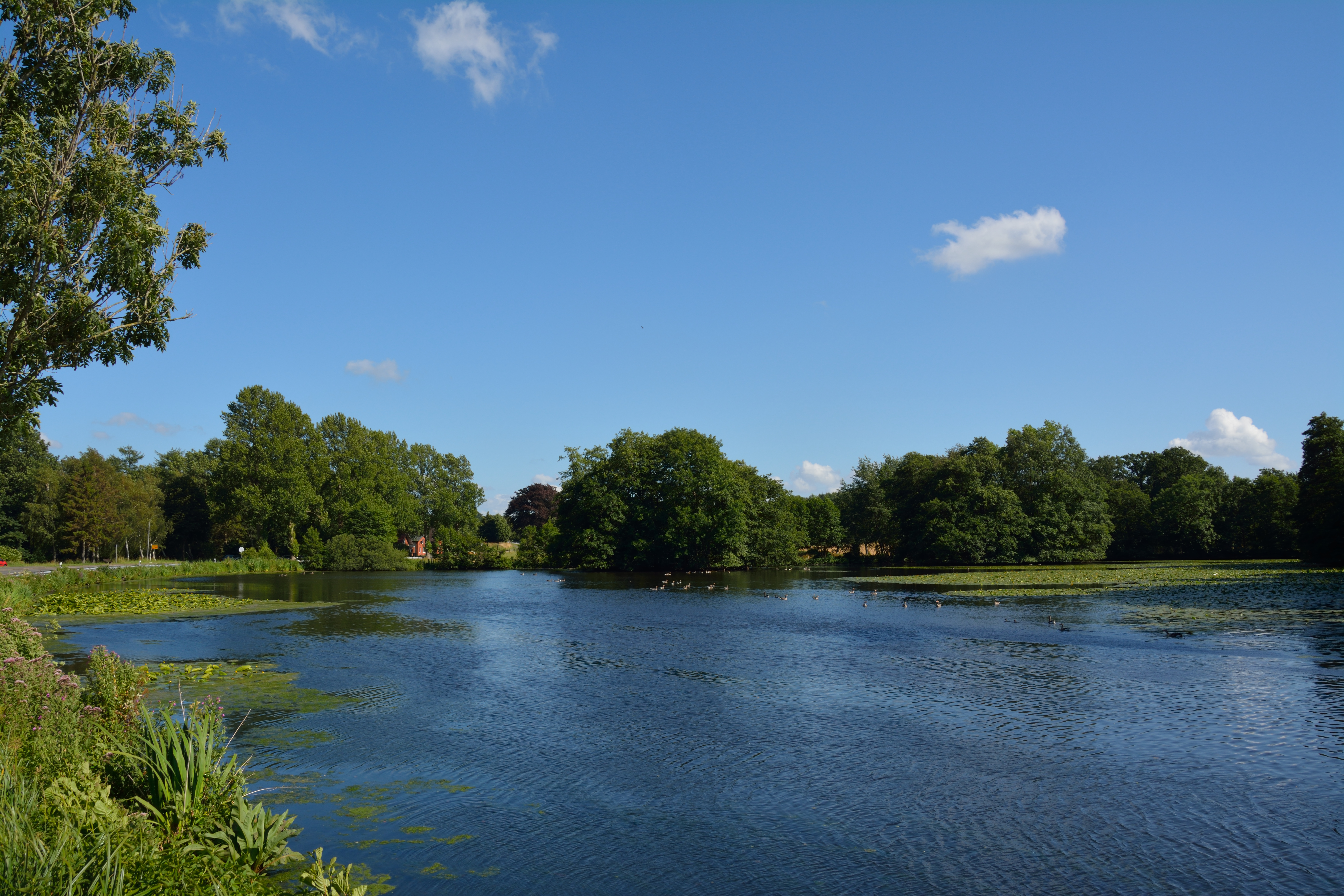
Der Mühlenteich

Gegenüber der Wassermühle liegt der ca. 3,5 Hektar große Mühlenteich. Aus einer ca. 13,500 km² großen Fläche wird dem Teich über die Hanerau, deren Quelle bei Warringholz entspringt, Wasser zugeführt. Das Wasserrecht liegt op ewig un ungedeelt (hochdeutsch: auf ewig und ungeteilt) bei der Familie Pahl.

## Mühlenverein und Nutzung heute
Auch nach Einstellung des gewerblichen Betriebs wurde die Mühle weiterhin für den Eigenbedarf genutzt und durch Sanierungsarbeiten einem Verfall entgegengewirkt. Mitte der 1990er Jahre begann Jochen Pahl, die Mühle für Besucher zu öffnen und ihnen das Müllerhandwerk zu präsentieren. Seit 1996 ist die Wassermühle regelmäßig am Pfingstmontag, dem Deutschen Mühlentag, für Besucher geöffnet. 
Um die Mühle zu erhalten, zu betreiben und künftigen Generationen Einblicke in den Betrieb einer durch Wasserkraft angetriebenen Mühle zu geben, wurde 2012 der Verein zur Erhaltung der Wassermühle Hanerau gegründet. Die Vereinsmitglieder führen Renovierungsarbeiten durch und helfen, Spendengelder für größere Baumaßnahmen zu generieren. So wurden 46.000 Euro für die Erneuerung des Wasserrades im Jahr 2021 aufgebracht. Des Weiteren wurde 2023 eine neue Standwelle aus Weißbuchenholz eingebaut, so dass die Mühle nach jahrzehntelangem Behelf mit einem Elektromotor wieder allein durch Wasserkraft angetrieben werden kann, womit ein wesentliches Kriterium für eine Anerkennung als immaterielles Kulturerbe der UNESCO, die der Mühlenverein anstrebt, erfüllt ist.
Neben Veranstaltungen zum Mühlenbetrieb wird die Mühle bei Musikveranstaltungen, Lesungen, Familien- und Vereinsfesten und Gottesdiensten zum Erlebnis- und Begegnungsort. Zudem bietet sie sich als Trauungsort an. Nach Absprache sind Führungen möglich.